# Литературна критика
Литературната критика е изследването, изучаването, някои видове литературен анализ, когато включва литературно научни подходи, а също така дискусията, в някои случаи оценяването на нови автори от сътветните литературно критически авторитети, както и интерпретирането на литературните текстове. Литературните критици имат за задачата да наблюдават, следят и оценяват модерните, актуално литературните процеси, а също и промените, новите тенденции и течения. Модерната литературна критика  може да се каже, че започва през 50-те Англия, Западна Европа след 60-те, САЩ особено след 70-те на 20 век, а в България през 90-те основно се развива  литературната теория и критика, като се обхващат и някои от основните критически течения от Англия и САЩ, в едно с философските постмодерни тенденции, дискутирането на модерната литература, ползване и на лингвистични анализи, с и психоаналитични литературно критически четения (вж Юлия Кръстева и издаването й в България), както и други методи, традиционни или модерни, в анализирането на литературни текстове.
Макар че изглежда, че много често литературна теория се прави на базата на литературната критика, в действителност литературната теория боравиосновно със самите литературни текстове (вж Кръстева) или по-мащабно литератури, национални или континентални, всъщност дори едни и същи научно разглеждани литературни текстове могат да бъдат разглеждани едновременно и от  критически и от теоретически анализи, но двата подхода не трябва да се бъркат. Все пак има автори, които свободно смесват понятията, както се случва напр и при Джон Хопкинс, който в своята книга „Пътеводител към литературната теория и критика“ ги употребява винаги заедно.
По-точно обяснение за отношението литературна критика и теория може да бъде съвсем принципната, но невинаги на практика реализираща се идея, че критиката е приложение на теорията.
Модерната литературна критика обикновено представлява статии по определен литературен въпрос или тема, публикувани в книги, сборници, списания, а в чужбина и в големите вестници като Ню Йорк Таймс. .

## История
Литературната критика има дълга история, като се почне с „Поетика“ на Аристотел, мине се през ренесансовия критицизъм, през критицизма на 19 век и германското просвещение, през новия критицизъм (повлиян от руския формализъм) и се стигне до Нортръп Фрай и философската литературна теория, постструктуралистичната литературна критика. Днес литературната критика (от втората половина на 90-те на 20 век) се занимава предимно с полета на изследване, като женската литература, културни изследвания, медийни изследвания, интелектуална и социална история.
През 18 век литературната критика придобива обособена самостоятелност сред другите науки за езика, писането и литературата, утвърждавайки собствена жанрова система:
- Есе
- Литературен портрет
- Рецензия